# Spoorlijn Meran - Mals
De spoorlijn tussen Meran (Merano) en Mals (Malles Venosta), ook wel Vintzgouwspoorlijn (Duits: Vinschgaubahn of Vinschgerbahn; Italiaans: Ferrovia della Val Venosta) genoemd in Zuid-Tirol (Italië). Deze normaalspoorlijn is in 1906 door het dal van de Etsch (Adige) aangelegd en ontsloot zo de regio Vintzgouw (Vinschau, Val Venosta). Na een onderbreking van 15 jaar is de treindienst in 2005 hervat.

## Geschiedenis
De geschiedenis van de Vintzgouwspoorlijn begint in de 19e eeuw, toen Zuid-Tirol deel uitmaakte van Oostenrijk-Hongarije. De Vintzgouw lag helemaal in het westen, tegen Zwitserland en Italië aan. Dit verklaart waarom de eerste initiatieven uit het buitenland kwamen. Uiteindelijk bleek telkens lokale betrokkenheid de voornaamste succesfactor te zijn.

### Voorgeschiedenis
Al in 1830 streefden zakenlui naar betere westelijke verbindingen voor Venetië door een route die via het dal van de Etsch en over de Reschenpas zou moeten lopen. Dit idee werd 15 jaar later weer opgepakt toen het ging om een zo kort mogelijke route voor postverkeer tussen Londen en de Britse kroonkolonie India.
In 1895 kwamen uit Zwitserland beter onderbouwde voorstellen om het oosten van dit land beter te ontsluiten met een spoorlijn over de Ofenpas, die dan ook weer door de Vinschgau verbinding met Meran, Bozen (Bolzano) en Venetië zou moeten geven. Voor dit plan bestond in het gebied zelf veel steun, waardoor de aanvankelijke aarzelingen bij de centrale overheid in Wenen voor een deel werden overwonnen. Die beloofde financieel bij te dragen aan het traject van Meran tot Mals, als de eigenaars van de lijn Bozen-Meran, ook mee zou doen. Op 7 juli 1903 werd concessie verleend aan de "Vinschgaubahn AG".

### Aanleg
Het toen 60,4 km lange traject werd binnen twee en een half jaar aangelegd. Dit verliep niet zonder problemen. Technisch vormde het overwinnen van aanzienlijke hoogteverschillen een hele opgave. Op sociaal gebied bleek de samenwerking tussen arbeiders met verschillende talen en nationaliteiten tot conflicten te leiden. Bureaucratie was soms ook een hinderpaal. Toen in mei 1904 met de tweede tunnel bij Töll begonnen moest worden, waren er maar 3 arbeiders beschikbaar, want er was nog geen definitieve goedkeuring uit Wenen. Die kwam pas in november.
Op 1 juli 1906 opende aartshertog Eugen von Österreich-Teschen de spoorlijn met een feestelijke eerste rit van Meran naar Mals. Het station was daar bewust wat meer in het dal, op enige afstand van de bebouwde kom aangelegd. Het was de bedoeling van de Oostenrijkse overheid om de lijn in een volgende fase over Reschen naar Landeck door te trekken (Reschenscheideck-spoorlijn), om zo westelijk van de Brennerpas nog een noord-zuidverbinding door de Alpen te maken met een aansluiting op de Arlbergspoorlijn.

### Beginjaren
De spoorlijn bleek een belangrijke impuls voor de welvaart in Vinschgau. Het in Laas gewonnen marmer en het op bergweiden gehouden vee konden nu gemakkelijker en in een veel groter gebied afzet vinden. Dit gold nog sterker voor bederfelijke waar als vruchten: dankzij de spoorlijn konden boeren het gunstige klimaat benutten voor fruitteelt op grote schaal (appels, abrikozen). De spoorlijn bracht rijke toeristen die het Ortlergebergte wilden zien naar Spondinig. Ook andere toeristische bestemmingen in het dal als Glurns en Mals waren nu beter bereikbaar.
De Kaiserlich-königliche österreichische Staatsbahnen lieten dagelijks vier treinen in 2 uur en 40 minuten van Meran naar Mals rijden en in 2 uur en 20 minuten terug. Hierbij stond het volgende materieel ter beschikking.
| Soort                     | Aantal | Opmerkingen                                                                    |
| ------------------------- | ------ | ------------------------------------------------------------------------------ |
| Locomotief                | 9      | Eén hiervan staat nu in het Italiaanse Spoorwegmuseum van Pietrarsa in Napels. |
| Goederenwagon             | 13     | Dit waren open wagens                                                          |
| Postrijtuig               | 2      |                                                                                |
| Bagagerijtuig             | 3      |                                                                                |
| Passagiersrijtuig 1e klas | 2      |                                                                                |
| Passagiersrijtuig 3e klas | 5      | Rijtuigen 2e klas ontbraken                                                    |

Ondanks een eerste begin bij Landeck kwam de doortrekking niet tot stand. Hoewel vooral Meran uit toeristisch oogpunt veel belang had bij een verbinding met St. Moritz, kwam er ook geen aansluiting met het spoor in Zwitserland. De Vinschgaubahn bleef een doodlopende weg.
Ook de natuurlijke omstandigheden bemoeilijkten de exploitatie.
Al in het eerste jaar ontspoorde er een locomotief bij Goldrain als gevolg van een overstroming. In 1912 werd de Jozeftunnel door een aardverschuiving geblokkeerd. De herstelkosten brachten de Vinschgaubahn AG diep in de rode cijfers.
In de Eerste Wereldoorlog lag de frontlijn tussen Italië en Oostenrijk in het Ortlergebergte. De Vinschgaubahn werd toen gebruikt voor verplaatsing en bevoorrading van de Oostenrijkse troepen. Dit maakte doortrekking naar Landeck ook weer actueel, maar na het einde van de oorlog lag dit weer helemaal anders. Aan het einde van de Tweede Wereldoorlog herhaalde deze gang van zaken zich nog eens.

### Italiaanse spoorwegen
Na afloop van de Eerste Wereldoorlog wordt Zuid-Tirol bij Italië gevoegd. Daarmee kwam de exploitatie van de spoorlijn in handen van de Italiaanse spoorwegen (FS). Deze gingen al spoedig gebruikmaken van modernere locomotieven met een veel groter vermogen en Centoporte passagiersrijtuigen. De spoorlijn had opnieuw militaire betekenis, nu bij het opzetten van een verdedigingslinie langs de nieuwe grens met Oostenrijk. In 1930 wordt zowel in Meran als Mals de "wende(gleis)stern", een keerdriehoek met 5 in plaats van 3 hoeken groter gemaakt.
Vanaf de winter 1936/1937 reden op de Vinschgaubahn dieselmotorrijtuigen van het type de ALn (Autolocomotrice Leggera a nafta). Deze waren in die tijd zeer modern, en werden bekend onder de naam Littorina. In 1975 werden zij door een nieuw type opgevolgd, de Aln 668. De reis vanuit Mals naar Meran duurde hiermee nog maar anderhalf uur. De laatste Littorina die op de Vinschgaubahn reed, staat in het spoorwegmuseum in Triëst.
Al vanaf 1961 waren er geruchten dat de Italiaanse spoorwegen de treindienst wilden beëindigen. De auto en de vrachtauto gingen een steeds grotere rol spelen. Minder reizigers leidden tot minder treinen en andersom. Er was onvoldoende geld voor achterstallig onderhoud aan het tracé. Daardoor werd de dienstregeling ook minder betrouwbaar. Het spoorwegbedrijf ondernam niets om de negatieve spiraal te doorbreken. Uiteindelijk werd de treindienst in 1989 vervangen door een buslijn van de SAD (Südtiroler Automobildienst/Società Autotrasporti Dolomiti). Er reden daarna nog wel treinen voor bijzondere gelegenheden, maar in 1992 werd het traject definitief afgesloten.

### Heropening

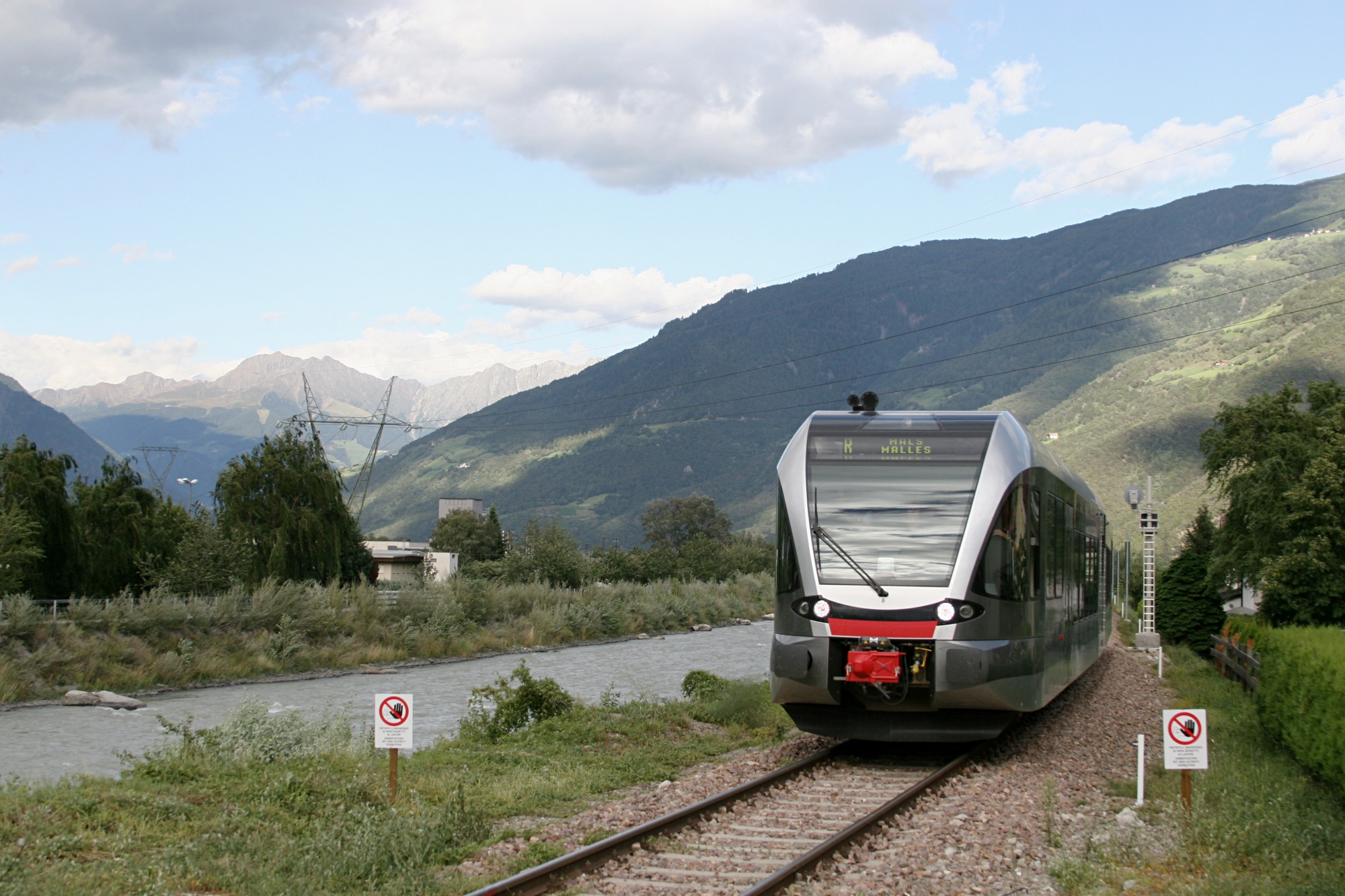
De nieuwe lijn

Bij de bevolking was er veel verzet tegen de sluiting van de spoorlijn. De provinciebestuurders van Zuid-Tirol werden benaderd met de leus "Kein Zug, keine Stimmen". Het tegengaan van ongewenste groei van het wegverkeer en bevordering van toerisme wogen ten slotte zwaarder dan de financiële bezwaren en plannen om de grond van de spoorlijn en stations een andere bestemming te geven. Met één stem meerderheid besloot de commissie Verkeer van de provincie dat de spoorlijn weer in gebruik moest worden genomen.
De bijzondere status van Zuid-Tirol als autonome provincie maakte dat afgestoten spoorlijnen in dit gebied aan het provinciebestuur moesten worden overgedragen. Maar een juridische complicatie was dat na de Eerste Wereldoorlog de overgang naar de Italiaanse spoorwegen nooit in details geregeld was. De oorspronkelijke concessie van de Vinschaubahn AG had een looptijd van 90 jaar, zodat pas in 1993 de weg vrij kwam voor overdracht. Op 3 maart 1999 werden de laatste overdrachtsdocumenten ondertekend, waarna de provincie eigenaar van het tracé werd. Die gaf het bedrijf STA (Südtiroler Transportstructuren AG) de opdracht om de nog uit 1905 daterende bovenbouw op het hele tracé ingrijpend te renoveren. De treindiensten worden uitgevoerd door de SAD Nahverkehr AG (Italiaans: SAD Trasporto Locale spa).
Er werden eigentijdse dieseltreinen aangeschaft. Op 5 mei 2005 werd de Vinscherbahn feestelijk heropend voor personenvervoer. Al in 2006 kon de miljoenste reiziger worden verwelkomd. Het succes van de heropening leidde tot nieuwe pleidooien om de lijn alsnog door te trekken naar Oostenrijk en Zwitserland, maar ook tot heropening van andere trajecten die de Italiaanse spoorwegen eerder hadden afgesloten.
De Landesregierung der Autonomen Provinz Bozen besloten op 16 december 2014 de Vinscherbahn te elektrificeren.

## Tracé
Het ballastbed, de dwarsliggers en de spoorstaven zijn in de periode 2000-2004 compleet vervangen, waarbij Y-vormige stalen dwarsliggers en gelaste spoorstaven zijn gebruikt. Dit moet ook onder de lastige natuurlijke omstandigheden de kwaliteit van de verbinding waarborgen. Alle bruggen en twee van de drie spoortunnels werden hersteld, 54 van de 85 spoorwegovergangen afgesloten of door 13 nieuwe tunneltjes vervangen, terwijl de 31 overgebleven spoorwegovergangen 76 spoorbomen kregen die door de verkeersleiding vanuit Meran bediend worden.
De hele lijn is met automatische treinbeïnvloeding beveiligd die voldoet aan SIL 4. Het beheer van de infrastructuur is opgedragen aan SBA (Südtiroler Bahnanlagen) GmbH.

### Ongeval

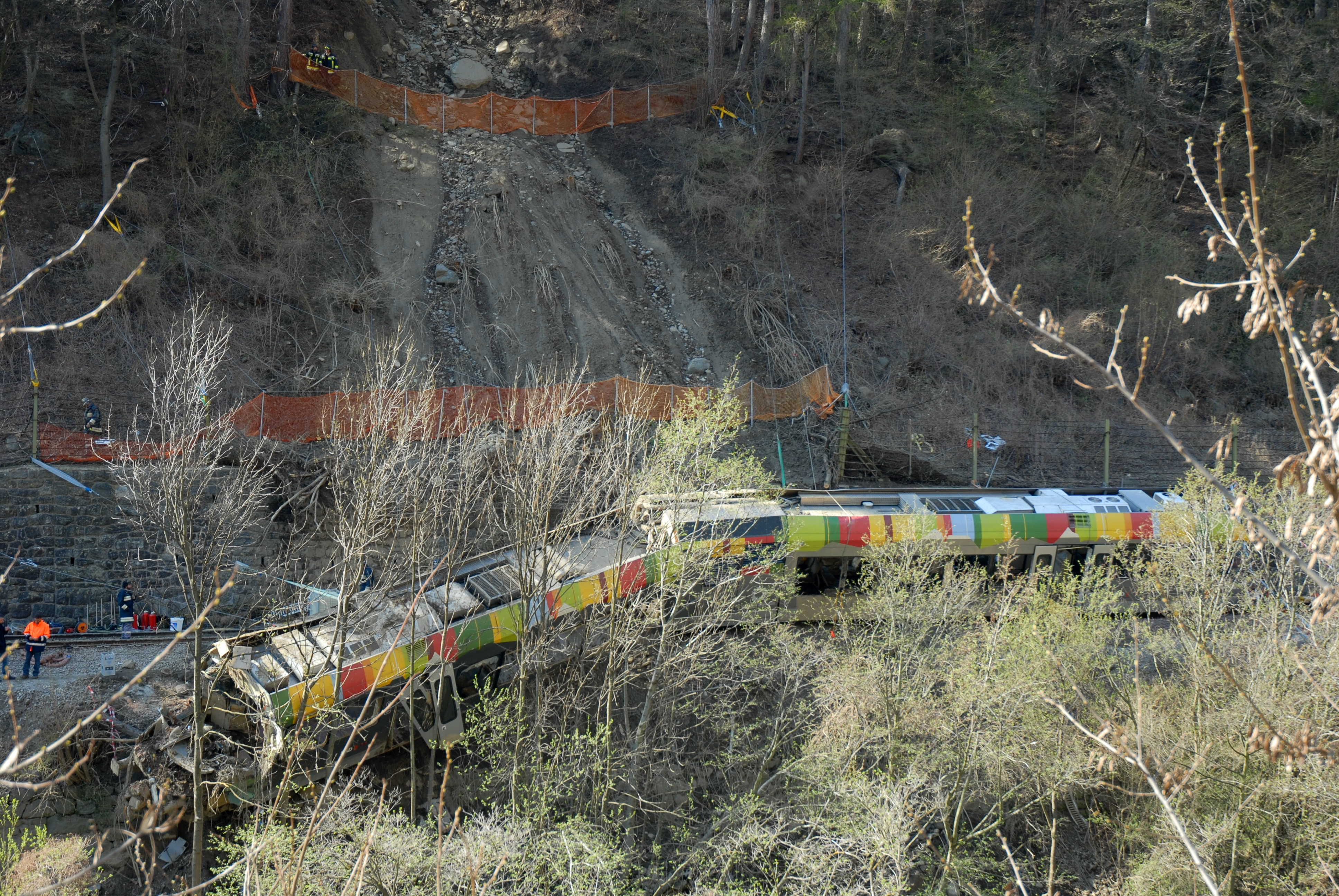
ATR 100-007 op 12 april 2010 tussen Latsch en Kastelbell

Bij treinstel ATR 100 007 als trein R 108 op 12 april 2010 tussen Latsch en Kastelbell richting Merano vond om 9:02 uur een treinramp plaats waarbij 28 gewonden vielen en 9 mensen om het leven kwamen. Het ongeluk was het gevolg van een aardverschuiving, aldus reddingswerkers. Er werden tijdens het ongeluk enkele bomen geraakt door een aardverschuiving. Deze bomen wisten ook te voorkomen dat de trein in de rivier onder het spoor terechtkwam.
Op 2 juni 2010 werd de treindienst weer opgenomen.

## Electrificatie
In april 2014 verklaarde de Zuid-Tiroolse Provincieraad Florian Mussner dat met ongeveer 2 miljoen passagiers per jaar de capaciteiten van de dieseltreinstellen zijn bereikt, vooral in de spits en het toeristenseizoen, en daarom zo vroeg mogelijk een vroege elektrificatie van de Vinschgau-spoorweg hebben geclassificeerd.
Tijdens de bouwwerkzaamheden in 2018 en 2019 zijn afsluitingen gepland. De elektrificatiewerkzaamheden moeten volgens planning in 2020 voltooid zijn.

## Stationsgebouwen
Het ontwerp voor de oorspronkelijke stationsgebouwen is in 1904 vastgesteld door Konstantin Ritter von Chabert, die als ingenieur van het Oostenrijk-Hongaarse ministerie voor Spoorwegen optrad als hoofdarchitect van de Vinschgaubahn. Uitgangspunt was de standaard van de toenmalige Oostenrijkse spoorwegen: een stationshalletje van gestuct metselwerk met een puntdak, vakwerkgevels en een houten voorportaal. De vormgeving sloot aan bij de statige "Heimatschutzarchitektur" van veel in die tijd gebouwde woningen, met hier en daar wat jugendstil. Ook het rood en groen geschilderde houtwerk draagt bij de eenvormige uitstraling.
Er zijn verschillende typen stationsgebouwen te onderscheiden:
1. De eenvoudigste versie heeft één verdieping. Voorbeelden staan in Algund, Marling, Naturns, Kastelbell, Goldrain, Eyrs en Mals.
2. Combinaties van een stationsgebouw met een woonhuis dat twee verdiepingen heeft zijn te vinden in Töll, Schnalstal/Staben, Latsch, Schlanders, Laas en Schluderns/Glurns.
3. In Spondinig werd met het oog op rijke toeristen gezorgd voor een grotere ontvangsthal en een wat deftiger voorportaal.

De oorspronkelijke gebouwen zijn ondanks verwaarlozing allemaal intact gebleven. Zij zijn voor de heropening van het spoor in 2005 eveneens in oude luister hersteld en hebben de status van monument gekregen. In Mals is ook de zeldzame "keervijfhoek" gerestaureerd. De Vinschgaubahn is daarmee zowel een modern vervoersbedrijf als een uitgestrekt monument van spoorwegcultuur.

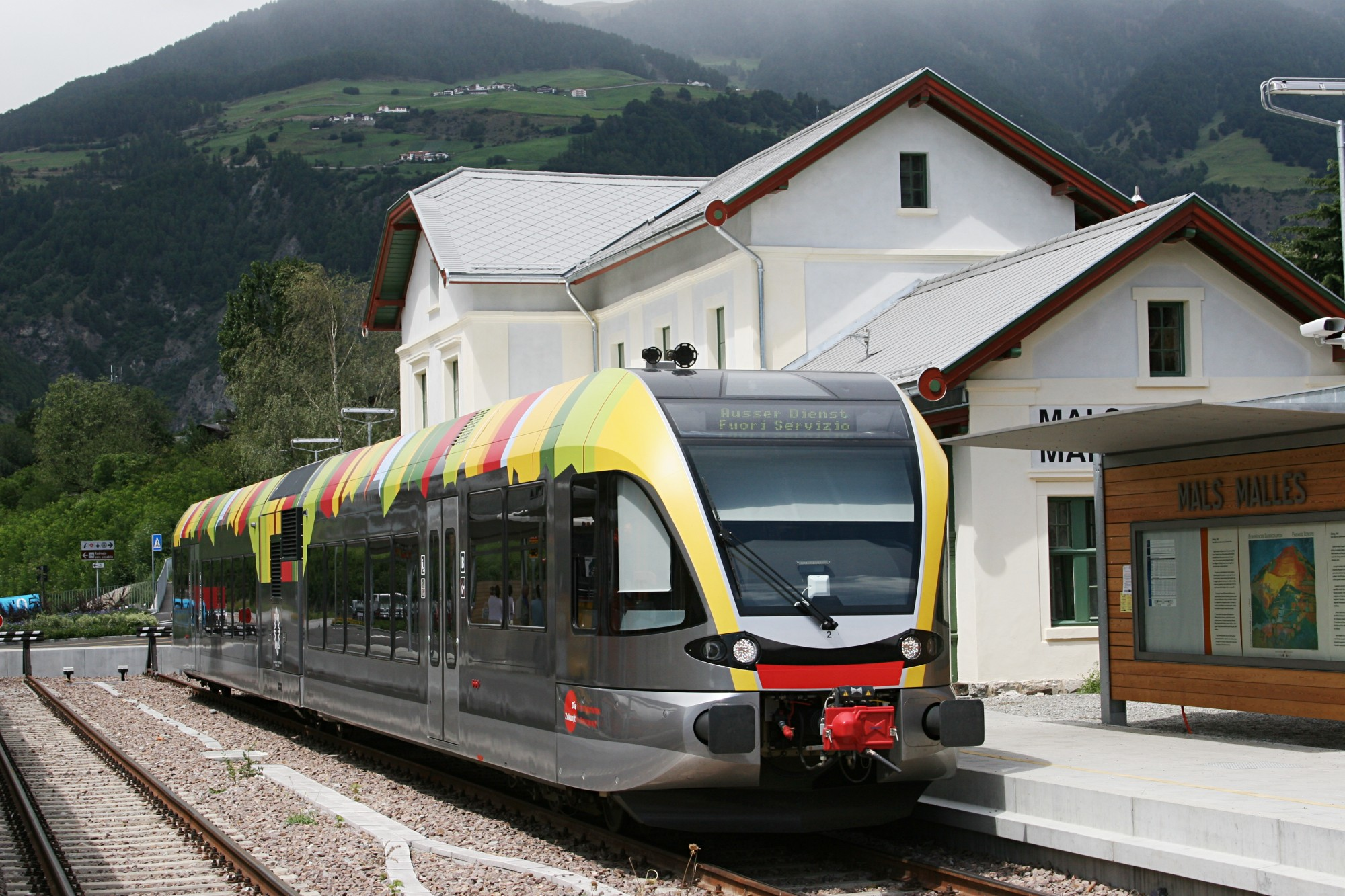
Station Mals

## Treindienst
De treindienst wordt uitgevoerd door de SAD, die hiervoor gebruikmaakt van twaalf GTW 2/6 gelede motorrijtuigen met lage vloer van de Zwitserse fabrikant Stadler Rail. De diesel-elektrische aandrijving heeft een vermogen van 600 kW en een theoretische maximumsnelheid van 140 km/u.
De coupés met brede vensters voor het uitzicht, zijn volledig 2e klasse en tellen 104 zitplaatsen. Aan boord zijn een toilet en een kaartjesautomaat te vinden. Er is ook ruimte om fietsen mee te nemen. Het is op veel stations mogelijk om fietsen te huren en die weer bij een ander station langs de lijn in te leveren.
Voorjaar 2005 werd begonnen met een uurdienst als stoptrein. In het najaar werd dit op werkdagen uitgebreid met sneltreinen in 2-uursdienst, die alleen bij de grotere stations tussen Schlanders en Meran stoppen. Hiervan rijdt sinds december 2006 een aantal rechtstreeks door tot Bozen. De SAD heeft de dienstregeling van de bus tussen Meran en Mals aanvankelijk niet gewijzigd. Het is wel de bedoeling de treinverbinding zo goed te maken dat die buslijn uiteindelijk kan worden afgeschaft. De reisduur is ongeveer 1:22 uur met de stoptrein en 1:09 uur met de sneltrein.